# 오드리 미도우스

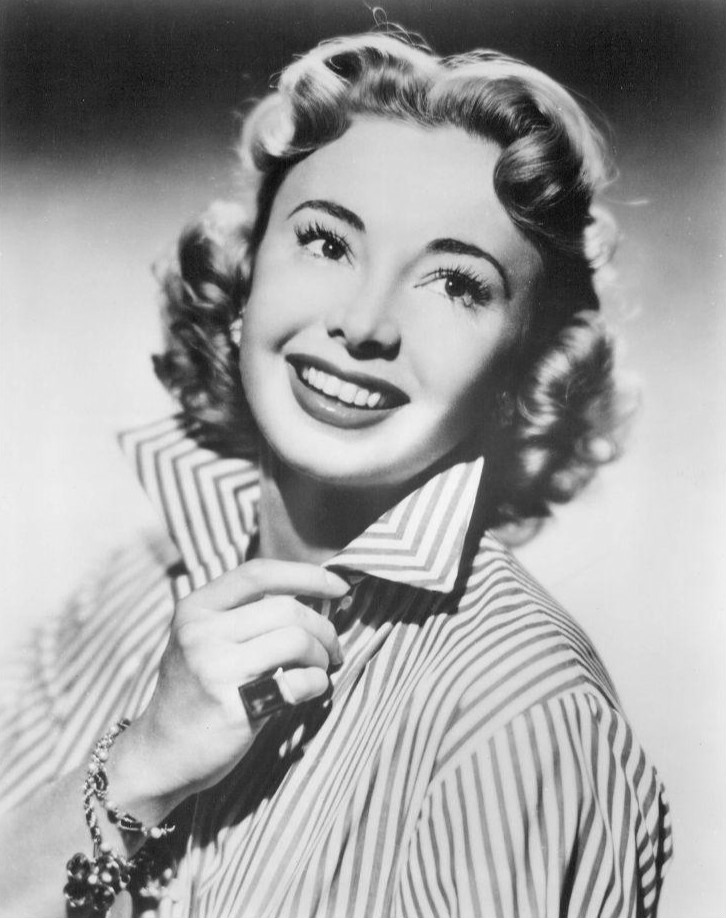

오드리 메도스(Audrey Meadows, 영어 발음: /ˈmɛdoʊs/, 1922년 2월 8일 ~ 1996년 2월 3일)는 미국의 배우, 영화배우, 텔레비전 배우, 연극 배우이다.
뉴욕에서 태어났으며 로스앤젤레스에서 사망하였다. 사인은 폐암이다.

## 영화
- 잭키 글리슨: 지니어스 앳 워크 (2006년) - 본인 [자료화면] 역
- 사랑의 유람선 (1977년)
- 테이크 허 쉬스 마인 (1963년)
- 댓 터치 오브 밍크 (1962년)
- 더 듀퐁트 쇼 오브 더 위크 (1961년)